# بن لوکا موریتز
بن لوکا موریتز (انگلیسی: Ben-Luca Moritz؛ زادهٔ ۱۲ آوریل ۲۰۰۰) بازیکن فوتبال اهل آلمان است.
از باشگاه‌هایی که در آن بازی کرده‌است می‌توان به باشگاه فوتبال قوت-وایس ارفورت اشاره کرد.